# Буше, Фрэнк
Франсуа Ксавье Буше (фр. François-Xavier Boucher; 7 октября 1901, Оттава — 12 декабря 1977, Оттава) — канадский хоккеист и тренер; в качестве игрока двукратный обладатель Кубка Стэнли в составе «Нью-Йорк Рейнджерс» (1928, 1933), в качестве главного тренера «Рейнджерс» обладатель Кубка Стэнли 1940 года. Семикратный обладатель Леди Бинг Трофи, что является на данный момент рекордом в НХЛ.

## Биография

### Игровая карьера
Его первым профессиональным клубом в карьере стала «Оттава Сенаторз», в которой он играл целый сезон вместе со старшим братом Жоржем. По окончании сезона он присоединился к команде из ХАТП «Ванкувер Марунз», за которую играл четыре сезона.
В 1926 году права на него были проданы клубу НХЛ «Бостон Брюинз», за который он так и не сыграл, поскольку его выкупил «Нью-Йорк Рейнджерс». За 12 сезонов в составе «Рейнджерс» он стал главной атакующей частью команды, которая в 1928 и 1933 годах выиграла два Кубка Стэнли. Помимо этого Буше 7 раз выигрывал Леди Бинг Трофи, приз НХЛ за честную и спортивную борьбу.
Завершил карьеру игрока по окончании сезона 1937/38 в возрасте 36 лет.

### Тренерская карьера
С 1939 по 1946 годы был главным тренером «Рейнджерс», с котором в 1940 году выиграл третий в истории клуба Кубок Стэнли.
С 1946 по 1954 годы был генеральным менеджером и соглавным тренером «Рейнджерс».

### Семья
Его отец Том Буше был четырёхкратным чемпионом Канады по регби, а братья Жорж, Билли и Боб играли в НХЛ и были обладателями Кубков Стэнли со своими командами.

### Признание
В 1958 году был включён в Зал хоккейной славы.
Вошёл в список 100 лучших игроков НХЛ по версии журнала The Hockey News, заняв итоговое 61-е место.

### Смерть
Скончался 12 декабря 1977 года от рака в возрасте 76 лет в Кемптвилле.